# 正文
正文（せいぶん、英：authentic text）は、国際条約を確定する正式な条約文である。いずれかの言語からなり、複数の言語により作成されることもある。

## 概要
条約法に関する一般条約である条約法に関するウィーン条約では、条約の正文について次の通り定めている。
近代的な条約は、条文中で正文について規定しているものが多い。例えば、上記の条約法に関するウィーン条約も、以下のように、中国語、英語、フランス語、ロシア語及びスペイン語を条約の正文として定めている。
今日ではほとんどの多国間条約が英語を正文に含むのが通例であるが、作成された時期や経緯によっては、英語の正文が存在しないものもある。例えば、1883年に作成された（1967年改正）工業所有権の保護に関するパリ条約は、フランス語を唯一の正文とし、英語等の公定訳文を作成することを定めている。
二国間条約においては、各締約国の公用語が正文とされることが多く、さらに締約国の公用語以外の言語を正文に加えることもある。例えば、日本・メキシコ経済連携協定（177条）は、日本語、スペイン語及び英語を正文とし、解釈に相違がある時は英文によるとされている。
過去には例えば、1875年の樺太・千島交換条約のように日本とロシア帝国の間で結ばれた条約であるにもかかわらず、フランス語を正文とした例がある。